# Телефон полиции — 110
«Телефон полиции — 110» (нем. Polizeiruf 110) — немецкий детективный телесериал, снимающийся с 1971 года режиссёрами Петером Фогелем, Гансом Вернером, Ганс-Вернером Хонертом, Петером Патцаком, Эйном Муром, Куртом Юнг-Альзеном, Бадди Джовинаццо, Домиником Графом и Ханну Салоненом.
Первый эпизод сериала вышел в эфир 27 июня 1971 года в ГДР. Изначально транслировался телекомпанией Deutscher Fernsehfunk, но позже она отказалась от трансляций, и права на показ фильма приобрела компания ARD. Избранные серии показывались в СССР.

## Сюжет
Фильм рассказывает о многочисленных детективных расследованиях, проводившихся немецкой полицией в 1971—2009 годах.
По сравнению с другими телесериалами, где в основу сюжета легли убийства, в этом сериале больше внимания уделялось менее тяжким преступлениям, таким как насилие в семье, вымогательство, мошенничество, кражи и преступность среди несовершеннолетних, а также алкоголизм, жестокое обращение с детьми и изнасилование. Кроме того сценаристы постарались отдалиться от собственно расследований, чтобы наиболее чутко передать внутренний мир преступников, их психологическое состояние, мотивы, которые и привели их к совершению преступления.

Советский плакат одной из серии фильма, 1990 год

## В ролях
- Петер Боргельт
- Зигрид Гёлер
- Вольфганг Винклер
- Джеки Шварц
- Андреас Шмидт-Шаллер
- Ханньо Хассе
- Эралп Узун
- Мария Грубер
- Уве Штаймле
- Луц Риман
- Марга Легаль
- Хорст Краузе
- Эдгар Зельге
- Клаус Тильснер
- Михаэла Май
- Аньорка Штрехель
- Вильфрид Пухер
- Рольф Хоппе
- Клаус Герке
- Богдан Бенюк
- Вилли Шраде
- Рената Блюме
- Адриан Тополь
- Изольда Дюшаук
- Катрин Мартин
- Карин Уговски
- Клаус-Петер Тиле
- Надя Уль
- Рольф Людвиг
- Хорст Шульце
- Ульрих Тайн
- Ютта Хофман
- Аннекатрин Бюргер
- Вильгельм Кох-Хоге
- Мариям Агишева
- Герман Лаузе

## Съёмочная группа
- Сценаристы:
  - Петер Фогель
  - Ганс-Вернер Хонерт
  - Дирк Саломон
  - Штефан Кольдиц
  - Петер Кахейн
  - Ханс Вернер
- Режиссёры:
  - Юрген Брауэр
  - Петер Фогель
  - Ханс Вернер
  - Ханс-Вернер Хонерт
  - Петер Патцак
  - Эйн Мур
  - Курт Юнг-Альцен
  - Хельмут Кретциг — снял 20 серий, за 111-ю серию получил премию ГДР «Золотой экран».
- Композиторы:
  - Карл-Эрнст Зассе
  - Рейнер Олик
  - Бернд Вефельмейер
  - Кирил Цибулька
  - Гаст Вальтцинг
  - Йоханнес Кубильке
  - Пауль Винцент Гуния
  - Маркус Лонардони
  - Варнер Поланд
  - Райнхард Лакоми[1]
- Продюсеры:
  - Ева-Мария Мартинс
  - Дитер Ульрих Асельманн
  - Ханс-Вернер Хонерт
  - Мартин Хофманн
  - Свен Сунд